# Emanuel Babici
Emanuel Babici (n. 29 iulie 1943, Baia Mare, Regatul Ungariei) este un om politic român, fost ministru adjunct și secretar de stat al industriei.